# 이마이촌 (시즈오카현)
이마이촌(今井村)은 시즈오카현 서부, 도요다군・이와타군에 속했던 촌이다.
도메이 고속도로 후쿠로이 나들목의 서쪽, 대체로 오타강 왼쪽 기슭에 해당한다.

## 역사
- 1889년 4월 1일 - 정촌제 시행에 의해 도요다군 이마이촌이 성립하였다.
- 1896년 4월 1일 - 군 개편에 의해 이와타군으로 변경되었다.
- 1954년 11월 3일 - 후쿠로이시에 편입해, 동일 이마이촌은 폐지되었다.

## 참고문헌
- 『가도카와 일본 지명 대사전 22 静岡県』。